# Wyższa Szkoła Oficerska Wojsk Rakietowych i Artylerii

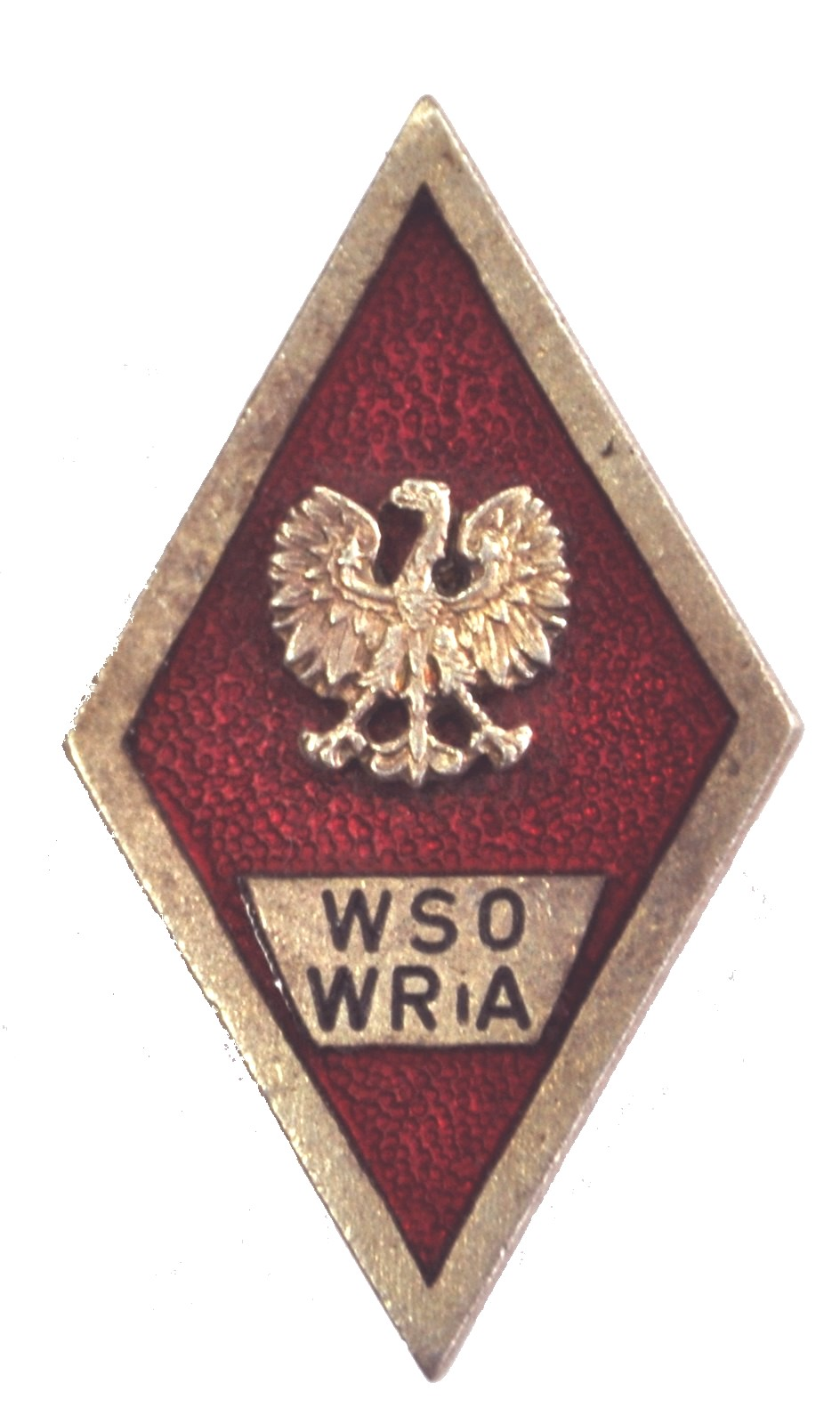
Odznaka absolwenta WSOWRiA

Wyższa Szkoła Oficerska Wojsk Rakietowych i Artylerii im. gen. J. Bema (WSOWRiA) – uczelnia wojskowa Sił Zbrojnych PRL i III RP w Toruniu.

## Formowanie
Na podstawie Rozporządzenia Rady Ministrów z 23 marca 1967 w sprawie utworzenia wyższych szkół oficerskich Oficerska Szkoła Wojsk Rakietowych i Artylerii w Toruniu otrzymała status wyższej uczelni zawodowej. Utworzenie Wyższej Szkoły Oficerskiej Wojsk Rakietowych i Artylerii im. gen. J. Bema przyniosło gruntowne zmiany w systemie kształcenia podchorążych i doskonalenia kadr oficerskich. Uczelnia rozpoczęła kształcenie dowódców-inżynierów na potrzeby jednostek rakietowych i artyleryjskich oraz realizowała zadania naukowo-badawcze. Podchorążowie kończyli kurs samochodowy i uzyskiwali prawo jazdy kategorii „B”.
Na mocy Rozporządzenia Rady Ministrów z 7 czerwca 1994 w sprawie zniesienia dotychczasowych wyższych szkół oficerskich oraz utworzenia wyższych szkół oficerskich, w miejsce Wyższej Szkoły Oficerskiej Wojsk Rakietowych i Artylerii powstała Wyższa Szkoła Oficerska im. gen. Józefa Bema. Od października 2002 zamiast tej szkoły utworzono Centrum Szkolenia Artylerii i Uzbrojenia, które szkoliło kadry podoficerskie.
Kształcenie oficerów dla potrzeb wojsk rakietowych i artylerii przejęła Wyższa Szkoła Oficerska Wojsk Lądowych we Wrocławiu

## Rodowód WSOWRiA
- Szkoła Podchorążych Artylerii – ZSRR (1944)
- Oficerska Szkoła Artylerii nr 1 – Chełm (1944-1945)
- Oficerska Szkoła Artylerii nr 2 – Toruń (1945-1946)
- Oficerska Szkoła Artylerii – Toruń (1946–1949)
- Oficerska Szkoła Artylerii nr 1 – Toruń (1949–1956)
- Oficerska Szkoła Artylerii – Toruń (1956–1965)
- Oficerska Szkoła Wojsk Rakietowych i Artylerii – Toruń (1965-1967)

## Kierunki kształcenia
WSOWRiA kształciła oficerów – dowódców pododdziałów wojsk rakietowych i artylerii na poziomie studiów inżynierskich w specjalnościach artyleria klasyczna i wojska rakietowe.

## Komendanci
- płk mgr Ludwik Stefaniszyn (1967–1971)
- płk dr Ryszard Urliński (1971–1975)
- gen. bryg. dr Stanisław Żak (1975–1978)
- gen. bryg. Kazimierz Chudy (1978–1991)
- gen. bryg. Andrzej Piotrowski (1991–1994)

## Promocje
W Wyższej Szkole Oficerskiej Wojsk Rakietowych i Artylerii im. gen. Józefa Bema odbyły się łącznie 24 promocje na pierwszy stopień oficerski. Promowano w sumie 4019 podporuczników:

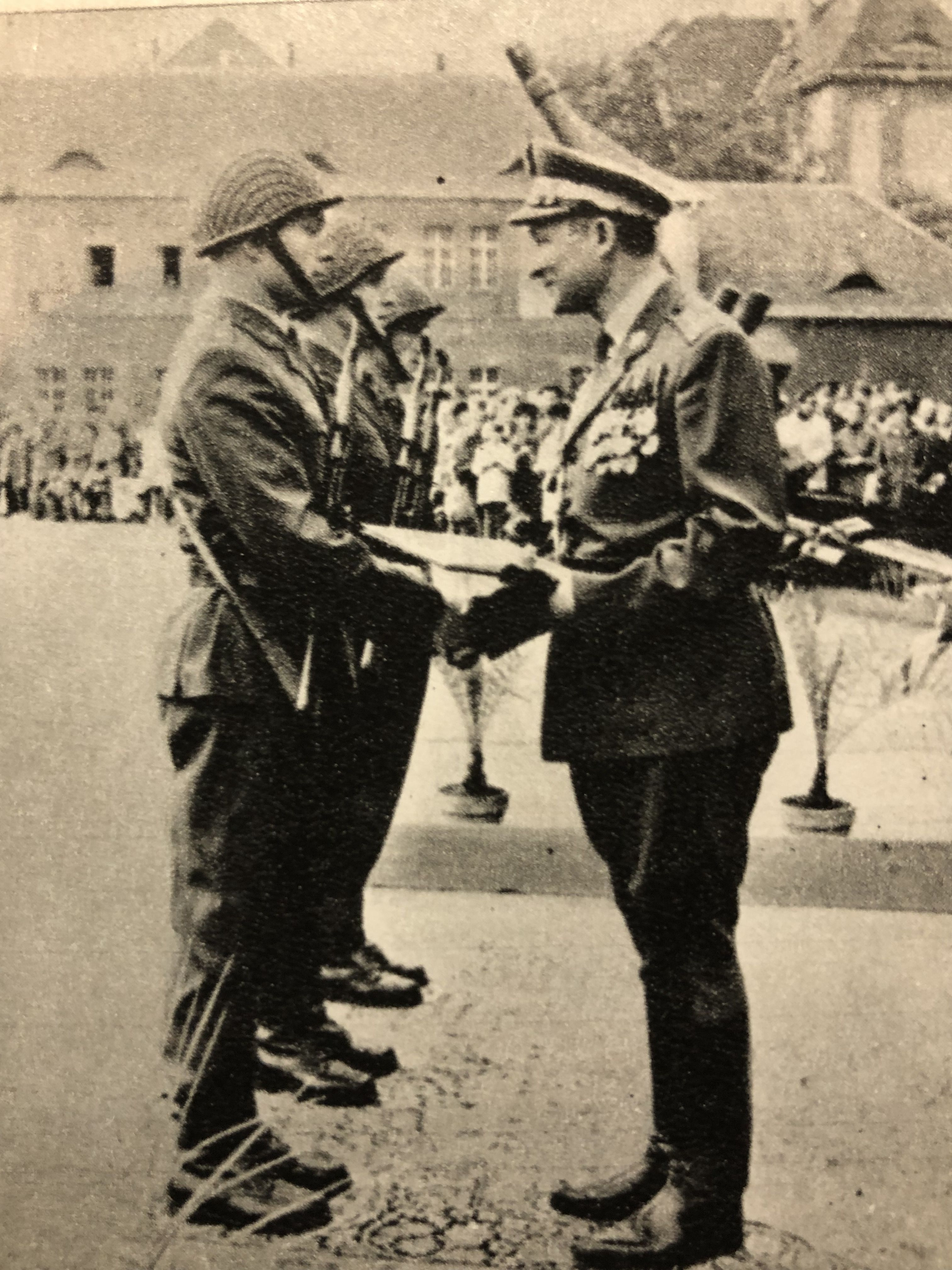
Szef Wojsk Rakietowych i Artylerii gen. dyw. Ignacy Szczęsnowicz promuje absolwentów Kursu Przeszkolenia Podoficerów Zawodowych Artylerii, Wyższa Szkoła Oficerska Wojsk Rakietowych i Artylerii im. Generała Józefa Bema

| Nr promocji | Data       | Prymus                 | Promujący                      | Liczba promowanych |
| ----------- | ---------- | ---------------------- | ------------------------------ | ------------------ |
| 1/38        | 12.09.1971 | Kazimierz Miałkowski   | gen. broni Wojciech Jaruzelski | 183                |
| 2/39        | 10.09.1972 | Kazimierz Kruk         | gen. dyw. Bolesław Chocha      | 192                |
| 3/40        | 9.09.1973  | Kazimierz Krauze       | gen. dyw. Tadeusz Tuczapski    | 169                |
| 4/41        | 1.09.1974  | Wiktor Matczyński      | gen. dyw. Eugeniusz Molczyk    | 174                |
| 5/42        | 31.08.1975 | Roman Czaplewski       | gen. dyw. Wojciech Barański    | 176                |
| 6/43        | 29.08.1976 | Sławomir Wilk          | gen. dyw. Ignacy Szczęsnowicz  | 180                |
| 7/44        | 28.08.1977 | Franciszek Kochanowski | gen. broni Florian Siwicki     | 179                |
| 8/45        | 3.09.1978  | Grzegorz Konkol        | gen. broni Tadeusz Tuczapski   | 174                |
| 9/46        | 2.09.1979  | Roman Latosiński       | gen. broni Tadeusz Tuczapski   | 182                |
| 10/47       | 7.09.1980  | Grzegorz Kobusiński    | gen. dyw. Wojciech Barański    | 184                |
| 11/48       | 30.08.1981 | Roman Pęczek           | gen. dyw. Józef Baryła         | 177                |
| 12/49       | 29.08.1982 | Paweł Stochmal         | gen. bryg. Ryszard Kubiczek    | 182                |
| 13/50       | 28.08.1983 | Jerzy Kociałkowski     | gen. broni Tadeusz Tuczapski   | 181                |
| 14/51       | 2.09.1984  | Krzysztof Bugno        | gen. armii Wojciech Jaruzelski | 180                |
| 15/52       | 1.09.1985  | Wiesław Lis            | gen. broni Wojciech Barański   | 178                |
| 16/53       | 31.08.1986 | Roman Ćwikliński       | gen. armii Florian Siwicki     | 175                |
| 17/54       | 30.08.1987 | Cezary Stajniak        | gen. dyw. Zbigniew Blechman    | 191                |
| 18/55       | 4.09.1988  | Jacek Noculak          | gen. broni Jerzy Skalski       | 185                |
| 19/56       | 27.08.1989 | Michał Gawlik          | gen. dyw. Stanisław Żak        | 183                |
| 20/57       | 1.09.1990  | Dariusz Siekiera       | gen. dyw. Henryk Szumski       | 172                |
| 21/58       | 31.08.1991 | Rajmund Zieliński      | wadm. Piotr Kołodziejczyk      | 179                |
| 22/59       | 1.09.1992  | Krzysztof Kazimierczak | wadm. Piotr Kołodziejczyk      | 69                 |
| 23/60       | 28.08.1993 | Janusz Warmiński       | gen. dyw. Zbigniew Zalewski    | 67                 |
| 24/61       | 18.06.1994 | Sławomir Krzyżanowski  | gen. bryg. Roman Harmoza       | 107                |